# T.J. Middleton
T.J. Middleton (ur. 2 maja 1968 w Auburn) – amerykański tenisista.

## Kariera tenisowa
Karierę zawodową Middleton rozpoczął w 1990 roku, a zakończył w 2000 roku.
W grze podwójnej Middleton osiągnął cztery finały kategorii ATP World Tour.
W 1994 roku doszedł do finału Wimbledonu w grze mieszanej.
W rankingu gry pojedynczej Middleton najwyżej był na 221. miejscu (23 września 1991), a w klasyfikacji gry podwójnej na 63. pozycji (22 czerwca 1998).

### Finały w turniejach ATP World Tour
| Nazwa                        |
| ---------------------------- |
| Wielki Szlem                 |
| Igrzyska olimpijskie         |
| ATP Tour World Championships |
| ATP Masters Series           |
| ATP Championship Series      |
| ATP World Series             |

#### Gra mieszana (0–1)
| Końcowy wynik | Nr | Data         | Turniej           | Nawierzchnia | Partnerka   | Przeciwnicy                   | Wynik finału  |
| ------------- | -- | ------------ | ----------------- | ------------ | ----------- | ----------------------------- | ------------- |
| Finalista     | 1. | 2 lipca 1994 | Wimbledon, Londyn | Trawiasta    | Lori McNeil | Todd Woodbridge Helena Suková | 6:3, 5:7, 3:6 |

#### Gra podwójna (0–4)
| Końcowy wynik | Nr | Data             | Turniej     | Nawierzchnia  | Partner        | Przeciwnicy                      | Wynik finału     |
| ------------- | -- | ---------------- | ----------- | ------------- | -------------- | -------------------------------- | ---------------- |
| Finalista     | 1. | 22 marca 1992    | Casablanca  | Ceglana       | Ģirts Dzelde   | Horacio de la Peña Jorge Lozano  | 6:2, 4:6, 6:7    |
| Finalista     | 2. | 24 sierpnia 1997 | Long Island | Twarda        | Mark Keil      | Marcos Ondruska David Prinosil   | 4:6, 4:6         |
| Finalista     | 3. | 8 lutego 1998    | Marsylia    | Twarda (hala) | Mark Keil      | Donald Johnson Francisco Montana | 4:6, 6:3, 3:6    |
| Finalista     | 4. | 29 sierpnia 1999 | Boston      | Twarda        | Marius Barnard | Guillermo Cañas Martín García    | 7:5, 6:7(2), 3:6 |